# Kondominij (nekretnine)
Latinizam kondominij (latinski: condominium - suvlasništvo) u arhitekturi i trgovini nekretninama označava stambenu zgradu u kojoj su stanovi osobno vlasništvo pojedinaca koji njime mogu raspolagati neovisno o drugim stanarima, dok se o zajedničkim prostorijama i vlasništvu brinu preko predstavnika svoga ulaza. Dok je svaki stanar vlasnik svoga stana, istovremeno je i suvlasnik pridružene zemlje, komunikacija, okućnice ili travnjaka zajedno s drugim stanarima i korisnicima stanova. Ovaj izraz najviše se koristi u Sjedinjenim Američkim Državama i Kanadi, te u različitim oblicima i varijacijama u Australiji, Južnoj Africi, Novom Zelandu i gotovo svim državama koje su u prošlosti bile dio Britanskog kolonijalnog Carstva.
Kondominiji se uglavnom koriste za stanovanje, otkup, zakup ili najam stanova. Ako se koriste u turističke svrhe, često se nazivaju apartmanima, iako se razlikuju u načinu pružanja usluge. Mnogi neboderi korišteni u poslovne svrhe također imaju ulogu kondominija, jer tvrtke mogu zakupiti svoje prostore i koristiti ih neovisno o drugim uredima ili vlasniku nebodera. U turizmu i hoteli, hosteli i moteli također imaju uloge kondominija.
U Francuskoj, Quebecu i državama francuskog govornog područja (frankofonskim zemljama) koriste se izrazi sličnoga značenja, poput  copropriété divise koji označava zajedničku imovinu, zajedničko vlasništvo. U talijanskom jeziku riječ je preuzeta iz latinskog i potpuno je istoga značenja, dok se u zemljama španjolskoga govornoga područja (hispanidad) koristi metaforični izraz propiedad horizontal; iako doslovno preveden znači vodoravna, horizontalna imovina, vlasništvo, zapravo označava jednakost svih vlasnika koji posjeduju tu imovinu.
Najstariji pravni zapis na kojem se spominje ovaj izraz u značenju vlasništva pronađen je na području negdašnje Babilonije, a datira iz 19. stoljeća prije Krista.